# Kolibřík mečozobec
Kolibřík mečozobec (Ensifera ensifera) je velký druh kolibříka žijícího na území Bolívie, Kolumbie, Ekvádoru, Peru a Venezuely. Jedná se též o jediného představitele rodu Ensifera.

## Popis
Dorůstá 17–23 cm, čímž náleží mezi největší druhy kolibříků, a váží 12 až 15 g. Jeho tělo je převážně tmavozelené. Má načernalý ocas a za očima bílou skvrnu, typickou pro většinu kolibříků. K letu používá dlouhá zaostřená křídla. Jeho nejvýraznějším znakem je nápadně dlouhý a mečovitý zobák, který je dlouhý 11 cm. Tento zobák je delší než celý zbytek jeho těla. Jedná se o adaptaci umožňující získávání nektaru z květů s dlouhou trubkou (např. druhu Passiflora mixta), do kterých se ostatní druhy kolibříků nedostanou. Je to jediný pták, který má zobák větší než tělo.

## Výskyt
Sídlí ve vysokých nadmořských výškách (2000–4000 m n. m.) v hustých pralesích, kde se drží vlhkost a teploty se zde obvykle pohybují okolo 10 a 15 °C.